# 투자자산
투자자산(投資資産)이란 비유동자산 중에서 기업의 판매활동 이외의 장기간에 걸쳐 투자이익을 얻을 목적으로 보유하고 있는 자산을 말한다.

## 종류
- 투자부동산(投資不動産): 상거래 목적이 아닌 투자목적으로 보유하거나 영업활동에 사용하지 않는 토지, 건물 및 기타의 부동산

- 장기투자자산(長期投資資産)

- 기타포괄손익 공정가치측정 금융자산(FVOCI 금융자산) : 유가증권 중 단기매매증권과 만기보유증권, 지분법적용투자주식으로 분류되지 않는 것(구 매도가능증권(賣渡可能證券))
- 상각후원가측정 금융자산(AC 금융자산) : 만기가 확정된 채무증권으로 상환금액이 확정되었거나 확정이 가능하고 만기까지 보유할 적극적인 의도와 능력이 있는 것(구 만기보유증권(滿期保有證券))
- 장기성 예금(장기금융상품)(長期性預金/長期金融商品): 정기예금, 정기적금 및 기타 정형화된 금융상품으로 만기가 결산일로부터 1년 이상인 것

- 지분법적용투자주식(持分法適用投資株式): 피투자회사에 중대한 영향력을 행사할 수 있는 주식으로 지분법 평가 대상의 것

- 장기대여금(長期貸與金): 유동자산에 속하지 않는 대여금으로 대여기간이 결산일로부터 1년 이상인 것